# Оборонное (село)
Оборо́нное (до 1945 года Камара; укр. Оборонне, крымскотат. Qamara, Къамара, греч. Καμαρα) — село в Балаклавском муниципальном округе Балаклавского района города Севастополя (по решению исполнительного комитета Севастопольского городского Совета депутатов трудящихся от 14 августа 1962 года № 442 согласно административно-территориальному делению УССР и Украины с 1962 года не имеет статуса отдельного населённого пункта в составе Балаклавского района Севастопольского горсовета; в 2014 году населённый пункт был восстановлен как село).
Расположено на юге Балаклавского района, примерно в 2 км восточнее Балаклавы, конечный пункт региональной автодороги 67К-5 Танковое — Оборонное, в 800 м южнее шоссе 67К-1 Севастополь — Ялта (по украинской классификации — Н-19). В селе находятся два почитаемх святыми источника. На западной окраине расположен источник святого Пантелеймона целителя с построенным в 1891 году массивным каптажом в стиле классических татарских фонтанов — «чешме» и на восточной — также почитаемый верующими источник Иоанна Предтечи с купелью (технически, это водосборный бассейн) под арочным полукуполом и с недавно восстановленным (около 2012 года) рядом храмом Усекновения Главы Иоанна Предтечи — скитом Георгиевского монастыря. Изначально церковь над источником была построена в 1848 году, при советской власти закрыта, использовалась для содержания скота, во время Великой Отечественной войны в храм попал снаряд и здание полностью разрушилось.

## Население
| 2011 | 2014 |
| ---- | ---- |
| 62   | ↗107 |

Динамика численности
| - 1864 год — 170 чел. - 1889 год — 345 чел. - 1926 год — 374 чел. - 1953 год — 171 чел. | - 1954 год — 172 чел. - 1998 год — 799 чел. - 2011 год — 62 чел. - 2014 год — 107 чел. |

Численность населения по данным переписи населения по состоянию на 14 октября 2014 года составила 107 человек, по оценке на 2011 год — 112 человек; площадь села 15,3 гектара, с Севастополем и другими населёнными пунктами города село связано автобусным сообщением.

## История
Некоторые историки придерживаются мнения, что крепость, известная как Камара Исар и поселение при ней, возникли в V—VII веке, как опорный пункт, защищающий дальние подступы к Херсонесским владениям Византии. Существует варсия, что в XIII—XIV веках селение также принадлежало местному феодалу — владетелю того же замка-исара, вассалу княжества Феодоро. После захвата в 1345 году Балаклавы генуэзцами деревня оказалась на «спорной» территории — между Феодоро и генуэзскими колониями (к тем временам относится самое раннее известное на сегодняшний день упоминание о селении Камара, которое содержится в эпитафии с надгробного памятника 1362 года. видимо, после договора 1381 года, согласно которому «гористая южная часть Крыма к северо-востоку от Балаклавы», с её поселениями и народом, который суть христиане, полностью переходила во владение генуэзцев, вошла в состав капитанства Готия. В 1475 году генуэзские владения были завоеваны Османской империей и деревня административно включена в Мангупский кадылык Кефинского санджака, а, впоследствии, эялета. Упоминается в материалах переписей Кефинского санджака 1520 года, как селение Камара (вариант прочтения топонима «ﻕﻡﺭﻩ» — Камра), относящееся к Инкирману, с 1 мусульманской семьёй и 1 взрослым холостяком, христианского населения — 29 семей, из которых 3 — потерявшие мужчину-кормильца. К 1542 году Камару переподчинили Мангупу, в деревне было уже 3 мусульманских семьи и 4 взрослых неженатых мусульман, немусульман — 30 семей (из которых 8 — потерявших мужчину-кормильца) и 16 взрослых холостых мужчины. По налоговым ведомостям 1634 года в селении числилось 60 дворов немусульман, из которых 26 недавно прибывших в Камару, в том числе из селений: Папа Никола, Мисхор, Черкес Кермен, Кикенеиз и Инкерман по 1 двору, из Мускомйа 7, из Фоти 6, Кадикой и Мангуб по 3 двора, Бахадыр 2 двора. Жители 5 дворов выселились: в Сурен — 2 двора и в Кубу, Кучук Мускомью и Чоргун — по 1 двору В джизйе дефтера Лива-и Кефе (Османских налоговых ведомостях) 1652 года перечислены почти четыре десятка имён и фамилий христиан-налогоплательщиков из селения Камаре. Упоминается селение Камара, как населённое неверными, в «Книге путешествий» Эвлии Челеби под 1667 годом. Камара встречается в фирмане султана Мехмеда IV от 1672 года, которым, по представлению хана Селим Гирея, была пожалована некоему Субхан-Газы-аге часть доходов с деревни в размере 5600 акче. Документальное упоминание селения встречается в «Османском реестре земельных владений Южного Крыма 1680-х годов», согласно которому в 1686 году (1097 год хиджры) Камара входил в Мангупский кадылык эялета Кефе. Всего упомянут 98 землевладельцев, из которых 69 иноверцев, владевших 2194-мя дёнюмами земли. Предполагается, что при селении был монастырь Иоанна Предтечи, в Камаре — церковь св. Ильи — память сохранилась в названии источников-чешме в Оборонном, почитаемых чудодейственными. После обретения ханством независимости по Кючук-Кайнарджийскому мирному договору 1774 года «повелительным актом» Шагин-Гирея 1775 года селение было включено в Крымское ханство в состав Бакчи-сарайского каймаканства Мангупскаго кадылыка. В этот период, в 1778 году, христианское население Крыма, в том числе греки-урумы Камары, были выведены в Приазовье (село Комар Донецкой области и др.). Согласно «Ведомости о выведенных из Крыма в Приазовье христианах» А. В. Суворова из Комары выехало греков 475 человек — 238 мужчин и 237 женщин, а, по ведомости митрополита Игнатия, 100 семей. Видимо, население было полностью христианским и деревня опустела, поскольку в Камеральном Описании Крыма… 1784 года среди жилых не значится. В ведомости генерал-поручика О. А. Игельстрома от 14 декабря 1783 года записано, что оставшимися после выхода христиан «всеми домами завладели войска». В ведомости «при бывшем Шагин Герее хане сочиненная на татарском языке о вышедших християн из разных деревень и об оставшихся их имениях в точном ведении его Шагин Герея» и переведённой 1785 году о деревне Камара записано
В сей деревне жилых домов было 78 земли пахотные и не пахотные на 25 плугов граница начинается от деревни до урочища Джама с восточной стороны до Куру Озен урочища с южной стороны Эски Копур урочище а с западной стороны по балаклавской дороге до урочища Кармачир урочища
также содержится приписка, что «в сей деревне расположены албанцы».
- Церковь в селе Камары, 1855 год.
- Общий вид
- Источник св. Иоанна Крестителя
- Источник св. Пантелеймона

После присоединения Крыма к Российской империи, с 8 февраля 1784 года, деревня была приписана к Севастопольскому военному губернаторству и в неё были переселены из Керчи греки. Князь Потемкин поручил им охрану берега от Севастополя до Феодосии, жители считались военнослужащими и числились в Балаклавском батальоне. В 1779 году в Камарах открыта Марининская греческая церковь. Пётр Паллас в труде «Наблюдения, сделанные во время путешествия по южным наместничествам Русского государства в 1793—1794 годах» упоминает селение Камара с греческой церковью.
Данные о населении деревень губернаторства пока недоступны, но селения наносились на военно-топографические карты: на карте генерал-майора Мухина 1817 года деревня Камара обозначена достаточно большой, но без указания числа дворов, на карте 1836 года в деревне 30 дворов, как и на карте 1842 года. Во время Крымской войны в Камарах располагался лагерь французской кавалерии.
После войны военное губернаторство было упразднено и, указом от 16 апреля 1861 года, было предписано включить в состав Ялтинского уезда селения, подведомственные Балаклавскому греческому баталиону и Камары приписали к Байдарской волости. Согласно «Списку населённых мест Таврической губернии по сведениям 1864 года», составленному по результатам VIII ревизии 1864 года, Камары — казённое греческое село с 46 дворами, 170 жителями, православной церковью и казармой военно-рабочей роты при безъименном ручье. На трёхверстовой карте Шуберта 1865—1876 года в деревне Камара обозначено 48 дворов. В июне 1873 года было учреждено Севастопольское градоначальство и селение вновь отошло к городу. По «Памятной книге Таврической губернии 1889 года», по результатам Х ревизии 1887 года, в деревне Камары Севастопольского градоначальства, административно подчинённой Ялтинскому уезду, числилось 72 двора и 345 жителей. На верстовой карте 1889—1890 года в деревне Камары обозначено 42 двора с греческим населением. На 1914 год в селении действовала земская школа. По Статистическому справочнику Таврической губернии. Ч.II-я. Статистический очерк, выпуск восьмой Ялтинский уезд, 1915 год, в селе Камары Балаклавского округа Ялтинского уезда, числилось 97 дворов с греческим населением.
После установления в Крыму Советской власти, по постановлению Крымревкома от 8 января 1921 года, была упразднена волостная система и село вошло в состав Севастопольского уезда. 21 января 1921 года на территории Севастопольского уезда был создан Балаклавский район, в который включили Камары, тогда же был образован Камарский сельский совет. 11 октября 1923 года, согласно постановлению ВЦИК, в административное деление Крымской АССР были внесены изменения, в результате которых был ликвидирован Балаклавский и создан Севастопольский район. Согласно Списку населённых пунктов Крымской АССР по Всесоюзной переписи 17 декабря 1926 года, в селе Камары, центре Камарского сельсовета Севастопольского района, числилось (вместе с хутором Рыбаков) 100 дворов, из них 95 крестьянских, население составляло 374 человека, из них 208 греков, 116 русских, 44 украинца, 1 белорус, 1 болгарин, 2 записаны в графе «прочие», действовала русская школа I ступени (пятилетка). 30 октября 1930 года, постановлением Крымского ЦИК, было проведено новое районирование и создан Балаклавский татарский национальный район, куда включили и Камару.
В 1944 году, после освобождения Крыма от фашистов, 18 мая 1944 года, согласно Постановлению ГКО № 5859 от 11 мая 1944 года, из Камары было выселено 3 семьи крымских татар (было принято на учёт 3 дома спецпереселенцев), а, согласно Постановлению ГКО № 5984сс от 2 июня 1944 года, 27 июня крымские греки были депортированы в Пермскую область и Среднюю Азию. 12 августа 1944 года было принято постановление № ГОКО-6372с «О переселении колхозников в районы Крыма», по которому в район из Воронежской области РСФСР планировалось переселить 6000 колхозников и в сентябре 1944 года в район уже прибыли 8470 человек (с 1950 года в район стали приезжать колхозники из Сумской области УССР). Указом Президиума Верховного Совета РСФСР от 21 августа 1945 года Камары были переименованы в Оборонное и Камарский сельсовет — в Оборонновский. С 25 июня 1946 года Оборонное в составе Крымской области РСФСР. По состоянию на 1 января 1953 года в селе было 36 хозяйств колхозников (132 человека) и 14 хозяйств рабочих и служащих (39 человек). К 1954 году Оборонновский сельсовет упразднили, слив с Черноречненским и на тот год в Оборонном числилось 48 хозяйств и 172 жителя. 26 апреля 1954 года Севастополь, в составе Крымской области, был передан из состава РСФСР в состав УССР. 7 мая 1957 года сёла района, в том числе Оборонное, были переданы в подчинение городскому совету Севастополя и лишены статуса отдельных населённых пунктов. С 21 марта 2014 года в составе Севастополя аннексировано Россией.